# Estrofoide
Estrofóide (do grego στροφή - estrofe, curva, rotação), é uma curva algébrica plana de terceira ordem.

## Equação
- Coordenadas cartesianas: {\displaystyle (a+x)x^{2}-(a-x)y^{2}\,=\,0}
- Coordenadas polares: {\displaystyle r=-{\frac {a\cos(2\varphi )}{\cos \varphi }}}
- Equações paramétricas: {\displaystyle x={\frac {a(t^{2}-1)}{1+t^{2}}};\qquad y={\frac {at(t^{2}-1)}{1+t^{2}}}}